# District de Blâmont
Le district de Blâmont est une ancienne division territoriale française du département de la Meurthe de 1790 à 1795.
Il était composé des cantons de Blamont, Badouviller, Cirey, Leintrey, Ogeviller et Rechicour.